# Patrick Noble

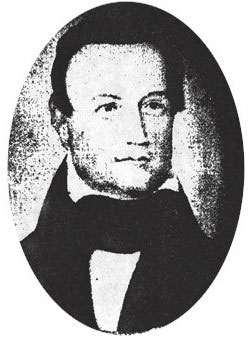
Patrick Noble

Patrick Noble (* 1787 bei Willington, South Carolina; † 7. April 1840 ebenda) war ein US-amerikanischer Politiker und von 1838 bis 1840 Gouverneur des Bundesstaates South Carolina.

## Frühe Jahre und politischer Aufstieg
Das genaue Geburtsdatum von Patrick Noble ist nicht bekannt. Die Quellen gehen aber von 1787 als seinem Geburtsjahr aus. Nach der Moses Waddel’s School in Willington besuchte er bis 1806 das College of New Jersey, die heutige Princeton University. Nach einem anschließenden Jurastudium wurde er 1809 in South Carolina als Anwalt zugelassen. Während des Krieges von 1812 war er Major der Nationalgarde (Miliz) von South Carolina. Danach war er bei der Bank in Abbeville angestellt und Kurator der University of South Carolina, die damals noch „South Carolina College“ hieß.
Zwischen 1814 und 1824 war Noble Abgeordneter im Repräsentantenhaus von South Carolina. In den Jahren 1817 bis 1818 war er auch Berater von Gouverneur Andrew Pickens. Von 1830 bis 1832 war er Vizegouverneur (Lieutenant governor) unter James Hamilton. Nach dieser Zeit kehrte von 1832 bis 1836 in das Repräsentantenhaus zurück und wurde dessen Speaker. Die folgenden zwei Jahre bis 1838 verbrachte er im Senat von South Carolina. Im Jahr 1835 war er auch noch Regierungsbeauftragter mit dem Auftrag, den Bau einer Eisenbahn zwischen Charleston und Cincinnati, Ohio zu überwachen.

## Gouverneur von South Carolina
Im Jahr 1838 wurde er von der Demokratischen Partei zum Gouverneur vorgeschlagen und anschließend vom Staatsparlament gewählt. Seine Amtszeit begann am 10. Dezember 1838 und war bestimmt von den Folgen der Wirtschaftskrise von 1837. Das führte im Oktober 1839 dazu, dass die Banken des Staates vorübergehend Bargeldauszahlungen einstellen mussten. Der Gouverneur konnte seine Amtszeit, die noch bis Dezember 1840 gelaufen wäre, nicht mehr beenden, weil er am 7. April dieses Jahres verstarb. Vizegouverneur Barnabas Kelet Henagan beendete dann diese Amtsperiode. Patrick Noble war mit Elizabeth Bonneau Pickens verheiratet. Das Paar hatte sieben Kinder.